# Rodrigo Nunes de Oliveira
Rodrigo Nunes de Oliveira (født 11. januar 1979) er en tidligere brasiliansk fodboldspiller.
Han har spillet for flere forskellige klubber i sin karriere, herunder Vegalta Sendai.